# Портовик (гандбольний клуб, Південне)
Гандбольний клуб «Портовик»  — український чоловічий гандбольний клуб з міста Південне, Одеська область. Чемпіон України 2006 року.
Неодноразовий призер чемпіонату України. Фіналіст кубка України.

## Історія
У 1984 році на базі профспілкового комітету морського торгового порту Південний був створений фізкультурно-спортивний клуб «Портовик», одним з пріоритетних напрямків розвитку якого став олімпійський вид спорту — гандбол.
У період з 1984 по 1994 рр. була створена структура підготовки юних гандболістів, пізніше реорганізована в дитячо-юнацьку спортивну школу (ДЮСШ) по гандболу з кваліфікованим підбором тренерських кадрів. Результатом проведеної роботи стали численні участі різних вікових груп ДЮСШ «Портовик» у всеукраїнських та міжнародних змаганнях, в яких неодноразово гандболісти Південного порту ставали переможцями і призерами.
У 1994 році керівництво МТП Південний ухвалило рішення про створення команди майстрів «Портовик», що складається з 17-18-річних учнів ДЮСШ, для участі в чемпіонаті України. Своїх перших успіхів команда добилася під керівництвом Іллі Богданова, з яким за короткий відрізок часу пройшла шлях від новачка до когорти кращих гандбольних колективів країни. У вищій лізі южненці дебютували в сезоні-1997/98, а свої перші медалі чемпіонату завоювали навесні 2001 року, завоювавши титул віце-чемпіона країни під керівництвом Володимира Косика і з тих незмінно, як і запорізький ZTR, стають призерами національної першості.
З 2000 року «Портовик» є постійним учасником розіграшу престижних кубків Європейської гандбольної федерації (Кубку ЄГФ і Кубку кубків), де не раз брав перемоги над клубами Іспанії, Швейцарії, Австрії, Португалії, Угорщини та інших країн. У чемпіонаті України-2006/07 южненці в драматичному плей-офф зуміли обіграти найтитулованіший клуб країни — запорізький ЗТР і вперше в своїй історії стали чемпіонами України, що дозволило підопічним Олега Сича взяти участь в найпрестижнішому гандбольному євротурнірі — Лізі чемпіонів.
Протягом декількох сезонів «Портовик» був однією з базових команд чоловічої національної збірної України з гандболу, яка виступала в фіналах чемпіонатів світу та Європи.
В сезоні 2021/22 «Портовик» зіграв лише один матч, а ще в одній грі команді була зарахована технічна поразка за неявку. У решті ігор на прохання южненців відбулась зміна дат проведення. 8 листопада 2021 року на засіданні Комітету з організації та проведення змагань Федерації гандболу України директор «Портовика» Сергій Гордієнко повідомив, що через фінансові проблеми команда не зможе надалі брати участь у чемпіонаті.

### Головні тренери
- Богданов Ілля Афанасійович
- Косик Володимир Сергійович
- Сич Олег Петрович

## Досягнення
- Чемпіонат України
  -  Чемпіон (1) : 2006
  -  Срібний призер (7) : 2001, 2003, 2005, 2007, 2008, 2010, 2014
  -  Бронзовий призер (5) : 2002, 2004, 2009, 2011, 2013
- Кубок України
  -  Фіналіст (1): 2013
  -  Бронзовий призер (1) : 2014
- З 2000 по 2014 роки «Портовик» був постійним учасником розіграшу престижних кубків Європейської гандбольної федерації (Кубку ЄГФ і Кубку кубків), де не раз брав перемоги над клубами Іспанії, Швейцарії, Австрії, Португалії, Угорщини та інших країн.